# Tierce maintenance applicative
Pour les articles homonymes, voir TMA.
La tierce maintenance applicative, ou TMA,  est la maintenance des matériels et logiciels d'une entreprise assurée par un prestataire externe dans le domaine des technologies de l'information et de la communication. 
La tierce maintenance applicative relève de la tierce maintenance, ou maintenance par un tiers (anglais : TPM pour Third Party Maintenance).

## Facultés requises par le tiers
Le prestataire en maintenance applicative doit maîtriser l’ensemble des fonctions liées à la correction et à l’évolution des logiciels, applications, bases de données et systèmes informatiques. Il est généralement amené à intervenir de manière ponctuelle pour la structure donnée. Il peut attribuer un conseiller unique au client afin de faire bénéficier celui-ci d’un accompagnement personnalisé et créer avec lui une relation de confiance.

## Phases du contrat
Le contrat de gestion informatique, ou contrat d'infogérance, se déroule en plusieurs phases.

### Phase de prise en charge
La première phase est la prise en charge, au cours de laquelle la connaissance de l'application est transmise au nouveau mainteneur. Elle correspond à la phase d'initialisation du projet. C'est une phase pendant laquelle la TMA est lancée, où le Plan Qualité est rédigé, les équipes et outils sont mis en place.

### Phase de maintenance
La maintenance proprement dite de l’application est la supervision des étapes du cycle de vie du logiciel. Cette maintenance nécessite une mise en place d’une stratégie de tests, épine dorsale à un maintien sous contrôle du logiciel. La société tierce prend de fait en charge l’ensemble des expertises. La phase de maintenance permet enfin une maîtrise plus ou moins aboutie du logiciel pour aiguillonner vers une maintenance flexible, efficace et pérenne.

### Phase de réversibilité
Cette phase optionnelle n'est réalisée que si le client désire poursuivre la maintenance de l'application, la confier à un tiers ou simplement mettre le prestataire chargé de la TMA en concurrence. Elle consiste à mettre à disposition la connaissance et les outils nécessaires à une reprise de la maintenance par le client ou à une autre société.